# Barbaglio d'argento
Barbaglio d'Argento (Silver Blaze, noto anche con il nome originale in alcune traduzioni), è un racconto giallo del 1892, il tredicesimo dei 56 che vedono protagonista Sherlock Holmes scritti dall'autore britannico Arthur Conan Doyle. La storia fu pubblicata originariamente nel 1892 nel numero di dicembre della rivista The Strand Magazine e fu la prima ad essere inclusa alla raccolta Le memorie di Sherlock Holmes. Lo stesso Conan Doyle l'ha collocata al tredicesimo posto fra le sue 19 storie preferite.
Il racconto, uno dei più conosciuti, è incentrato sulla sparizione dell'eponimo cavallo da corsa alla vigilia di un'importante gara e sull'omicidio del suo allenatore. Caratteristici sono l'ambientazione a Dartmoor e l'ambiente sportivo tardo-vittoriano. La trama è ingegnosamente costruita attorno allo "strano incidente del cane":
Gregory (ispettore di Scotland Yard): «C'è qualche altro punto su cui ritiene opportuno attirare la mia attenzione?»
Holmes: «Sì, sullo strano incidente del cane, quella notte.»
Gregory: «Ma quella notte il cane non ha fatto nulla.»
Holmes: «Questo, appunto, è l'incidente curioso.»

## Trama
Holmes e Watson si recano in treno presso Dartmoor per investigare sulla sparizione del famoso cavallo da corsa Barbaglio d'Argento e l'omicidio del suo allenatore, John Straker. I due giungono a King's Pyland, luogo da cui il cavallo è scomparso. La polizia ha arrestato Fitzroy Simpson con l'accusa di omicidio, sebbene Holmes sia convinto che egli non possa essere colpevole: sembra infatti strano che Simpson abbia condotto il cavallo nella brughiera solo per ferirlo o ucciderlo, quando avrebbe potuto farlo direttamente nella stalla. Non avrebbe potuto rubare l'animale, non sapendo cosa farsene. È inoltre alquanto strano che, nonostante accurate ricerche nei dintorni, il cavallo non sia stato ancora trovato: cosa ne avrebbe fatto Simpson?
Holmes si mette alla ricerca di Barbaglio d'Argento seguendone le impronte, insieme a quelle di un uomo. Egli comprende il motivo per cui la polizia non riesce a trovare il cavallo, nonostante le ricerche, e dopo aver garantito per la sua incolumità si dedica ad altri aspetti del caso.
John Straker, l'allenatore, è stato ucciso da un violento colpo in testa, inferto secondo la polizia da Simpson con il suo bastone in legno di Penang. Inoltre, la sciarpa di Simpson viene trovata nella mano di Straker, e il soprabito di quest'ultimo appeso ad un cespuglio di ginestre. Viene inoltre rinvenuto un minuscolo coltello molto particolare, che Watson spiega essere un coltello anatomico, usato per le operazioni più delicate ma inadatto come arma; inoltre, sembra evidente che Straker l'abbia utilizzato per infliggersi un taglio alla coscia.

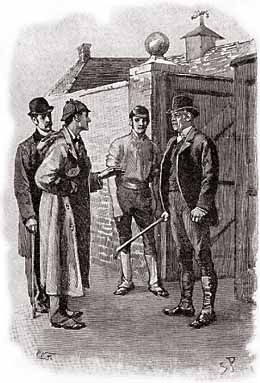
Holmes e Silas Brown

Uno dei tre garzoni, Ned Hunter, era di guardia la notte del crimine, ma venne drogato con dell'oppio messo sul suo cibo. Gli altri due garzoni, pur avendo mangiato lo stesso montone al curry, non risentirono alcun effetto nocivo, mentre Hunter fu trovato il mattino dopo dalla signora Straker profondamente inebetito. Nelle tasche di Straker vengono trovati due oggetti interessanti: una candela di sego e un conto di sarta per (tra le altre cose) un vestito da 22 ghinee, indirizzato al signor William Derbyshire. Holmes nota inoltre lo "strano incidente del cane" — che, pur essendo di guardia, non ha abbaiato — e un curioso problema con le pecore della stalla: un garzone gli spiega che tre di esse sono recentemente diventate zoppe.
Holmes si reca a Londra per visitare il sarto e capisce, grazie a una fotografia di Straker, che Derbyshire altri non è che Straker sotto mentite spoglie. Il detective comprende anche il motivo di tale messa in scena: sua moglie aveva gusti molto costosi, e finì per spingere Straker ad organizzare un piano per guadagnare una considerevole quantità di soldi. Anche il montone al curry era un indizio: solo un piatto così speziato avrebbe potuto dissimulare il forte sapore dell'oppio; inoltre, Simpson non avrebbe potuto architettare il piano: non poteva far sì che venisse servito del cibo al curry, né poteva avere con sé polvere d'oppio proprio la sera in cui veniva servito un piatto così adatto a nasconderne il sapore. Ciò riduce il campo dei sospettati a Straker e sua moglie.
Holmes spiega anche che il cane non ha abbaiato semplicemente perché ha riconosciuto la persona che si avvicinava: si trattava infatti di John Straker. Il suo obiettivo era quello di utilizzare il coltello per ferire lievemente il cavallo ad una gamba, in modo da renderlo zoppo senza che la ferita potesse essere rilevata in caso di esame. Egli provò ad utilizzare la sciarpa di Simpson per fasciare la gamba del cavallo ma questo, impaurito, lo uccise con un calcio alla testa. Le pecore, inoltre, erano state usate da Straker per impratichirsi con l'incisione.
Tuttavia il maggior problema del colonnello Ross, proprietario del cavallo, è riavere il suo cavallo. Holmes decide di non rivelare a Ross dove si trovi l'animale fino al termine della Wessex Cup, vinta proprio da Barbaglio d'Argento. Inizialmente il colonnello non lo riconosce, poiché il cavallo era stato ricolorato da colui che lo aveva custodito, Silas Brown. Questi, la cui scuderia era nei pressi di quella di Ross, aveva trovato il cavallo vagare per la brughiera e l'aveva nascosto nella sua stalla. Holmes conclude narrando i dettagli del caso passo dopo passo a Watson, al colonnello e all'ispettore Gregory. Quest'ultimo è, secondo Holmes, il miglior ispettore con cui abbia mai lavorato, e osserva che se solo avesse più immaginazione potrebbe raggiungere alti livelli nella sua professione.

## Adattamenti
- Nel 1923 è stata realizzata una breve trasposizione cinematografica del racconto, con Eille Norwood nel ruolo di Holmes e Hubert Willis in quello di Watson.
- Nel 1937 è stato distribuito il film Silver Blaze, con Arthur Wontner nel ruolo di Holmes e Ian Fleming in quello di Watson. Il film fu distribuito negli Stati Uniti quattro anni dopo con il nome Murder at the Baskervilles.
- Un omonimo adattamento è stato girato nel 1977, con protagonisti Christopher Plummer e Thorley Walters.[6]
- La storia è stata adattata nel 1992 per BBC Radio 4, nell'ambito di un adattamento radiofonico di tutto il canone holmesiano con protagonisti Clive Merrison e Michael Williams.[7]
- Nel 1986, Granada Television ne ha prodotto un adattamento come parte della serie The Return of Sherlock Holmes.
- Nel film russo The Adventures of Sherlock Holmes and Dr. Watson, i personaggi alludono alla storia riferendo di una persona avvelenata con dell'oppio inserito nel montone con salsa d'aglio.[5]

## Nella cultura di massa
La storia, e in particolare l'incidente del cane, ha ispirato a Mark Haddon il romanzo Lo strano caso del cane ucciso a mezzanotte; inoltre il protagonista, Christopher John Francis Boone, nomina Sherlock Holmes diverse volte durante la narrazione.
Nel sesto episodio della seconda stagione di Elementary, Holmes risolve il caso grazie anche al fatto che un cane non aveva abbaiato durante la notte, fatto che lo porta a credere che l'animale conoscesse uno dei complici. Inoltre, nell'episodio successivo è presente un cavallo da corsa chiamato appunto Barbaglio d'Argento.